# OR2B11
OR2B11 (англ. Olfactory receptor family 2 subfamily B member 11) – білок, який кодується однойменним геном, розташованим у людей на короткому плечі 1-ї хромосоми.  Довжина поліпептидного ланцюга білка становить 317 амінокислот, а молекулярна маса — 35 342.
| 10         |  | 20         |  | 30         |  | 40         |  | 50         |
| ---------- |  | ---------- |  | ---------- |  | ---------- |  | ---------- |
| MKSDNHSFLG |  | DSPKAFILLG |  | VSDRPWLELP |  | LFVVLLLSYV |  | LAMLGNVAII |
| LASRVDPQLH |  | SPMYIFLSHL |  | SFLDLCYTTT |  | TVPQMLVNMG |  | SSQKTISYGG |
| CTVQYAVFHW |  | LGCTECIVLA |  | AMALDRYVAI |  | CKPLHYAVLM |  | HRALCQQLVA |
| LAWLSGFGNS |  | FVQVVLTVQL |  | PFCGRQVLNN |  | FFCEVPAVIK |  | LSCADTAVND |
| TILAVLVAFF |  | VLVPLALILL |  | SYGFIARAVL |  | RIQSSKGRHK |  | AFGTCSSHLM |
| IVSLFYLPAI |  | YMYLQPPSSY |  | SQEQGKFISL |  | FYSIITPTLN |  | PFTYTLRNKD |
| MKGALRRLLA |  | RIWRLCG    |  |            |  |            |  |            |

A: Аланін

C: Цистеїн

D: Аспарагінова кислота

E: Глутамінова кислота

F: Фенілаланін

G: Гліцин

H: Гістидин

I: Ізолейцин

K: Лізин

L: Лейцин

M: Метіонін

N: Аспарагін

P: Пролін

Q: Глутамін

R: Аргінін

S: Серин

T: Треонін

V: Валін

W: Триптофан

Кодований геном білок за функціями належить до рецепторів, g-білокспряжених рецепторів, білків внутрішньоклітинного сигналінгу. 
Задіяний у такому біологічному процесі як поліморфізм. 
Локалізований у клітинній мембрані.